# 野間の大ケヤキ

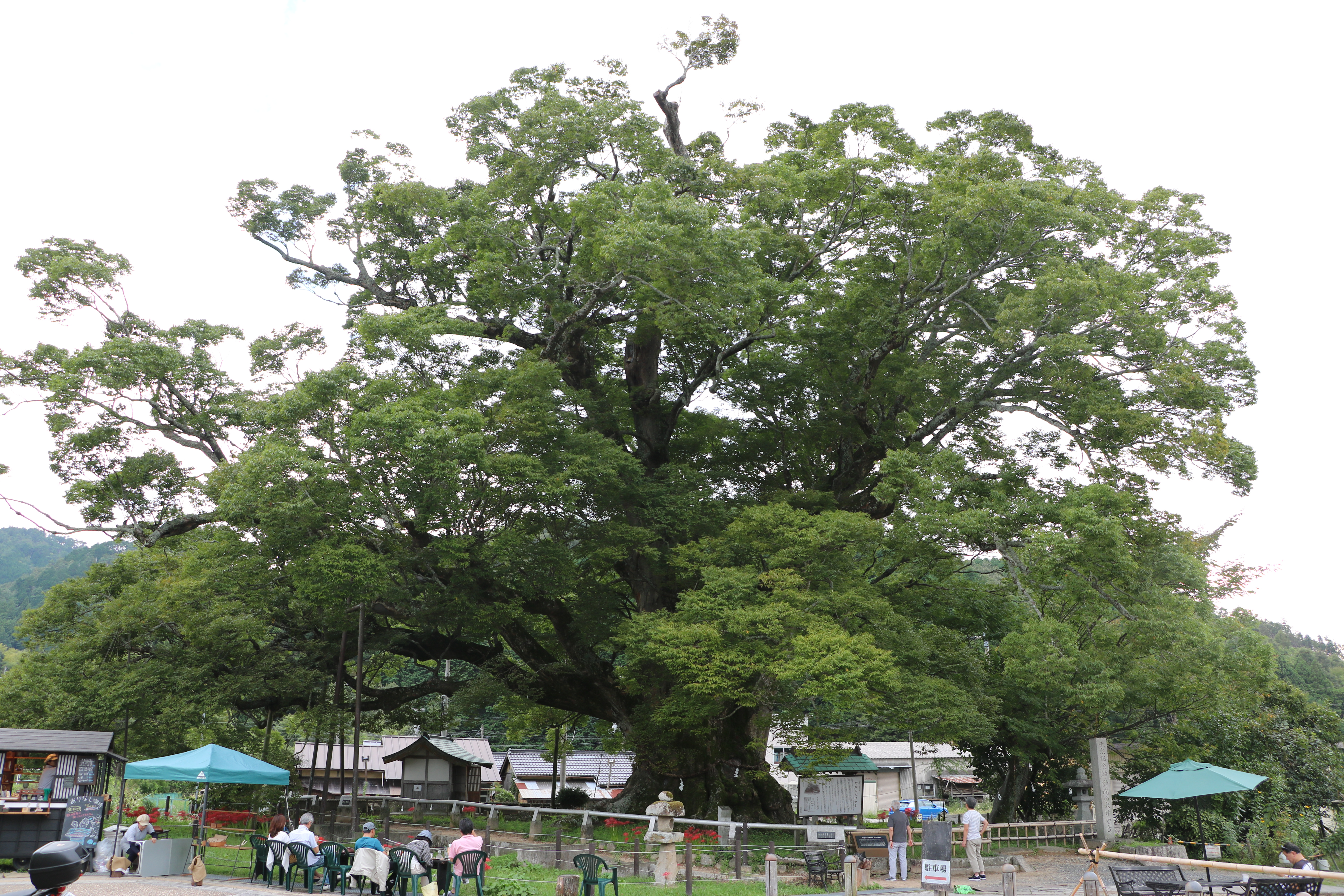
野間の大ケヤキ。2018年9月23日撮影。

野間の大ケヤキ（のまのおおケヤキ）は、大阪府豊能郡能勢町野間稲地にある国の天然記念物に指定されたケヤキの巨木である。大阪府下最大のケヤキで、樹齢は1,000年以上と推定されており、1948年（昭和23年）1月14日に国の天然記念物に指定された。
生育地はかつてこの場所にあった蟻無宮（ありなしのみや）の境内跡地であり、このケヤキは同社のご神木であった。大阪みどりの百選のひとつに選定されている。

## 解説

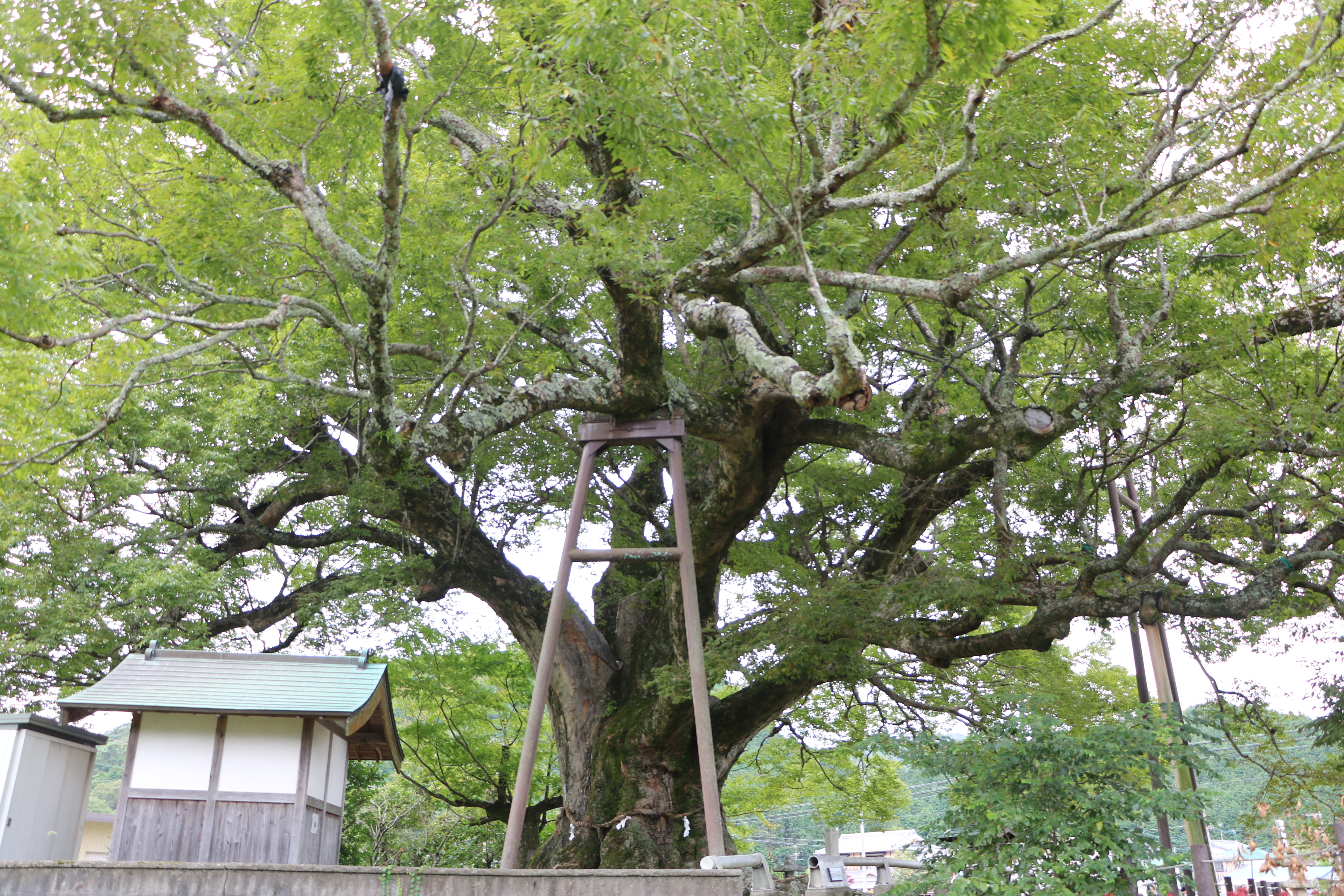
蟻無宮の小さな祠と大ケヤキ。2018年9月23日撮影。

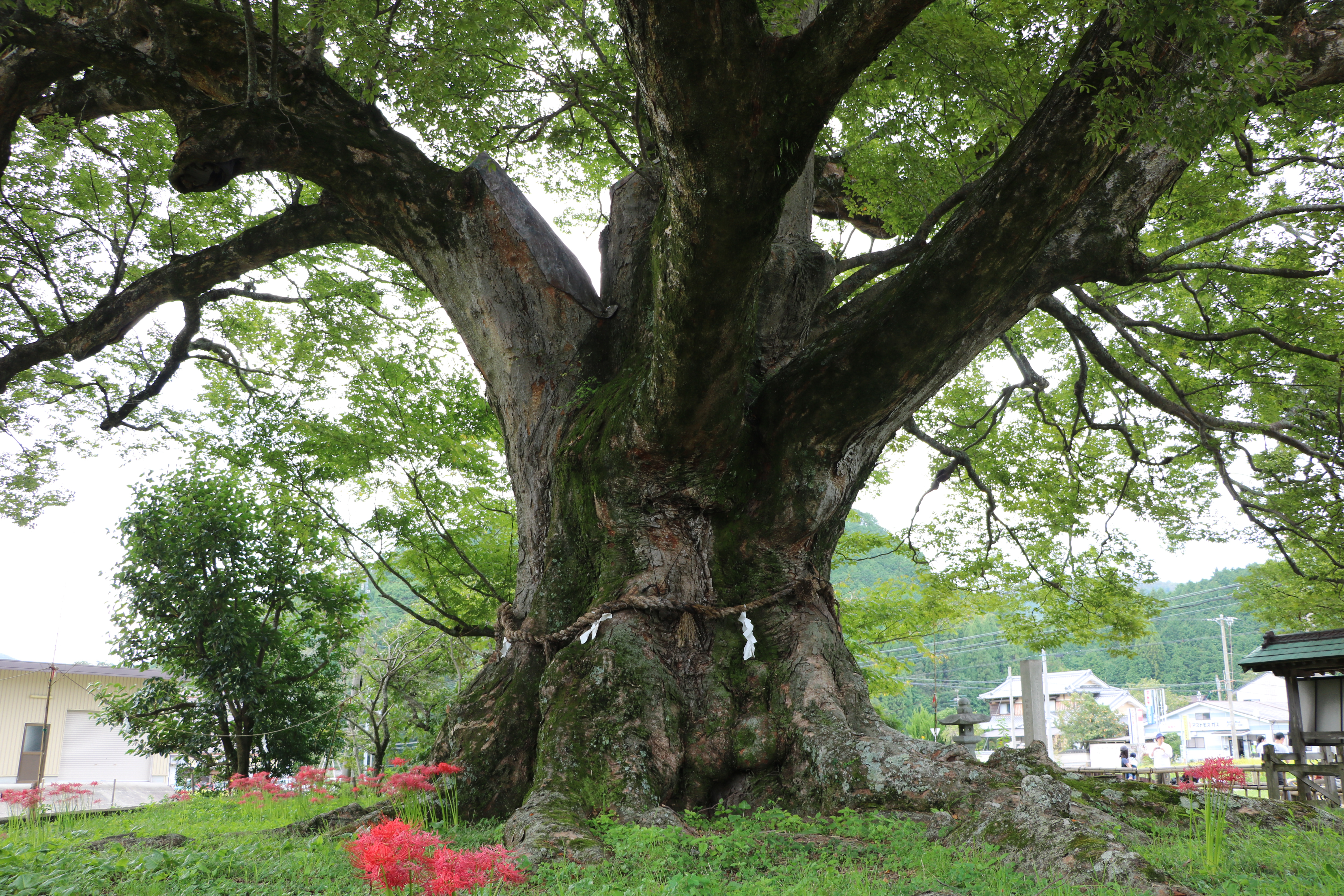
大ケヤキの根元付近。2018年9月23日撮影。

野間の大ケヤキのある能勢町は大阪府最北端に位置する町で、田園や里山が広がる自然豊かな一帯である。野間の大ケヤキの生育する野間稲地は能勢町内の南東部、旧東郷村の南部にあり、南側に標高660mの妙見山、北東側に標高553.5mの歌垣山など北摂山系の山々に囲まれた小規模な盆地状の地区で、野間の大ケヤキは標高約220m付近の平坦地に生育している。1946年（昭和21年）9月28日に植物学者の本田正次が調査を行い、史蹟名勝天然紀念物保存法保存要目第一により、1948年（昭和23年）1月14日に国の天然記念物に指定された。
ケヤキは比較的冷涼な気候を好むため、大阪府では山間の谷筋のような場所に自生することが多く、大阪市内よりも200メートル以上標高が高く、気温が低い野間（旧東郷村）地区はケヤキの生育に適している。能勢町教育委員会により1998年（平成10年）に設置された現地解説板によれば、高さ30メートル、目通り幹囲14メートル、枝張り南北38メートル、東西42メートル、能勢町が開設した「けやき資料館」の案内によれば、樹高27.37メートル、幹まわり13.01メートル、枝張りの最大値は幅39.3メートル、高さ36.2メートルという大きなもので、7つの大枝に分かれ、小枝が四方に広がっている。ケヤキとしては西日本最大のものであり、樹齢は1,000年以上とされている。
古くより周辺の人々は、この木の春の芽吹きが良いと豊作になり、悪いと凶作になると、その年の農作物の出来不出来を占っていたという。
ここはかつてこの場所にあった蟻無宮（ありなしのみや）の境内であり、この木も同社のご神木であった。蟻無宮は承久2年（1220年）の創祀と伝えられ、社名の「蟻無」にあやかり、この社庭の砂を貰い受けて畑や屋内に散布するとアリ除けの御利益があったという。また「蟻無」を「有無」と書くこともある同社は、祭神を紀貫之としていることから、一説には「有無」の社名の由来は、貫之が同じ三十六歌仙の一人源公忠へ贈った歌、
に因むものとも言われている。
蟻無宮は1912年（明治45年）、当社より北北東へ約1キロほどの現・能勢町地黄にある 野間神社に合祀され、それ以降は蟻無講中を前身とする蟻無会をはじめ地域住民らによって、旧蟻無宮の境内および、そのご神木である野間の大ケヤキは大切に守られてきた。
一時期樹勢が衰えていたが1994年（平成6年）から樹木医らにより、着生した多数のヤドリギが除去される等の治療が行われ回復した。枝張りが大きく巨大な樹冠を持つ野間の大ケヤキは渡り鳥にとって格好の繁殖地となっており、フクロウ科のアオバズクが毎年初夏に飛来し、営巣した複数のつがいが観察され、カメラを持った多くの愛鳥家らが訪れている。能勢町では2004年（平成16年）に大ケヤキのすぐ東側に「けやき資料館」を開設し、自然環境豊かな町のシンボルである野間の大ケヤキに関する資料や樹勢回復への取組など、地域の様々な情報や展示公開を行っている。

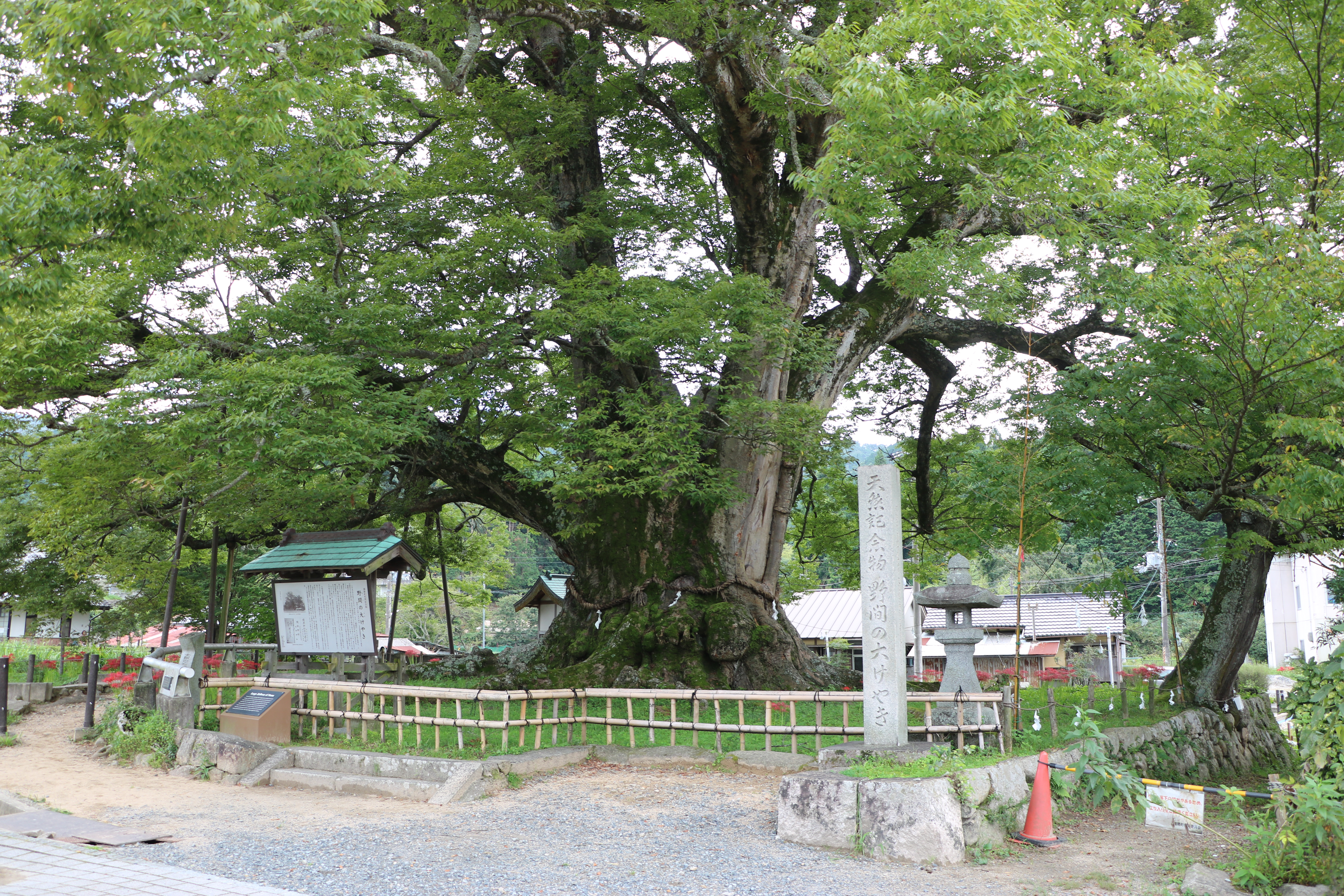
天然記念物指定石碑と大ケヤキ。
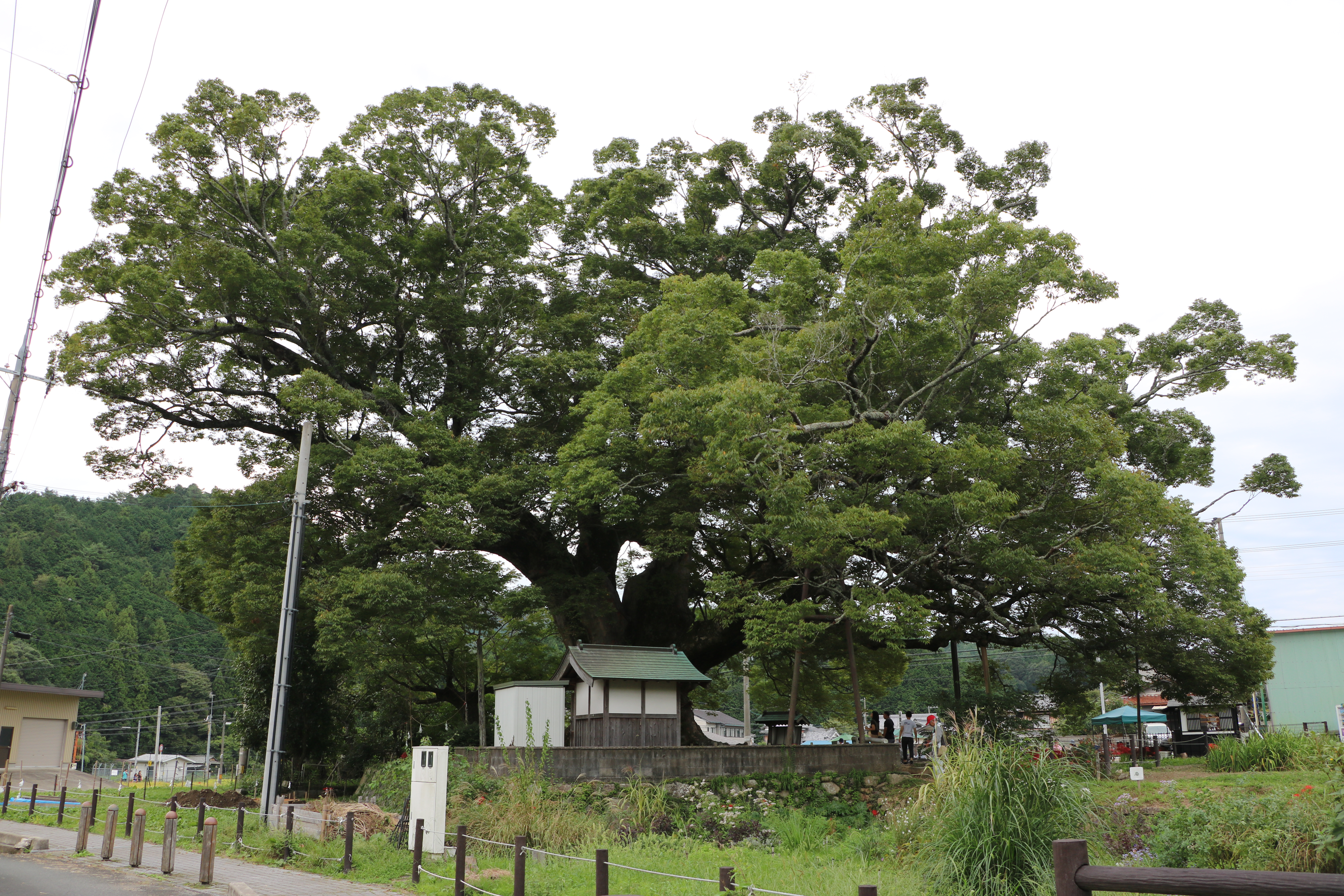
南側から見た大ケヤキ。
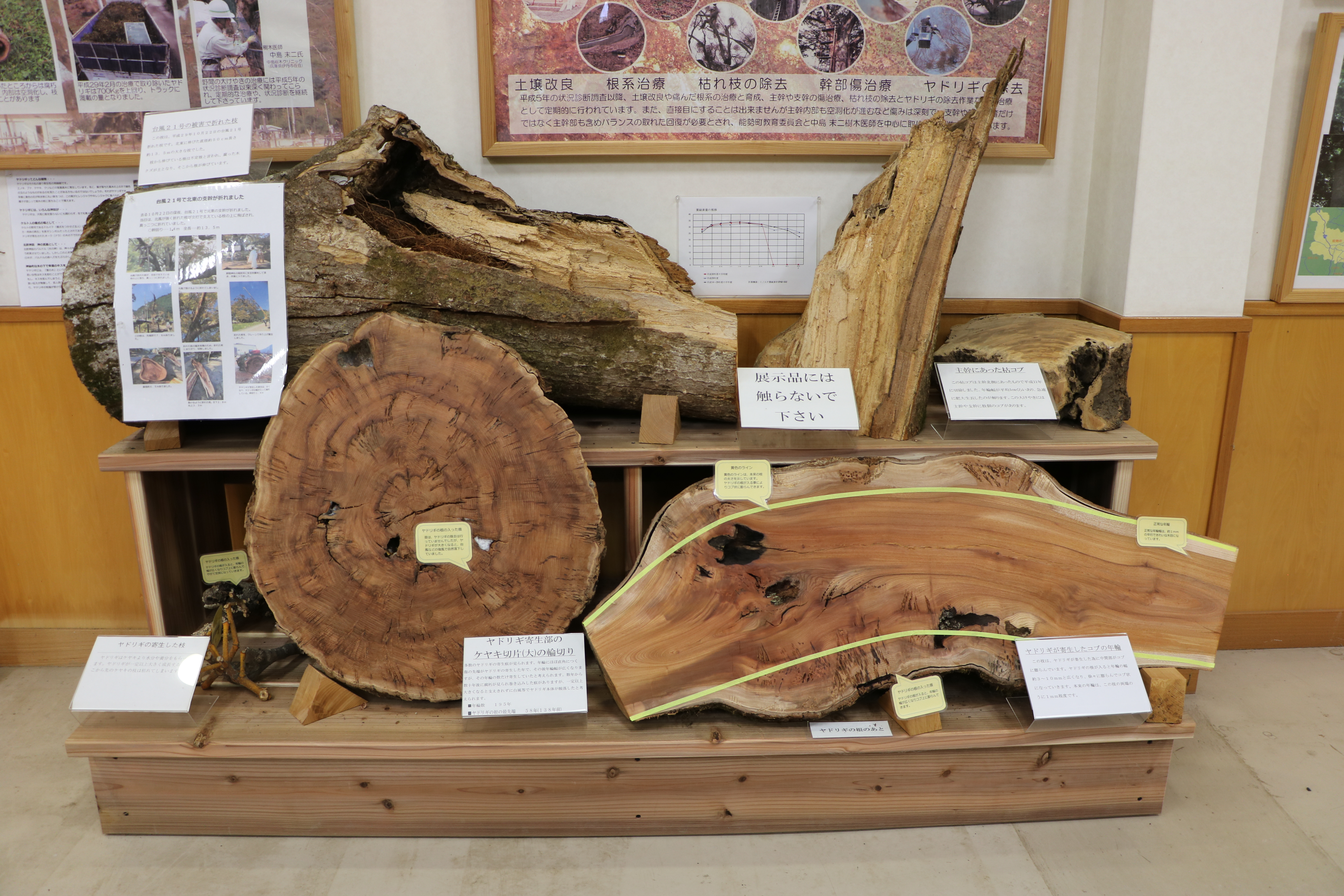
けやき資料館で展示されている、台風で折れた枝とヤドリギ寄生部を除去したケヤキの輪切り[† 2]。

## 交通アクセス
所在地
- 大阪府豊能郡能勢町野間稲地266[14]。

交通
- 国道477号野間稲地交差点、西側すぐ。

過去には、能勢電鉄妙見線妙見口駅より阪急バス妙見口能勢線を利用し本滝口下車、徒歩10分の方法でも来訪可能であった（2021年4月以降、土曜日・休日は運休）。しかし、このバスは利用者の減少等から2024年度より能勢町民及び能勢町への通勤者・通学者限定の乗合タクシーに移行したため、町民・在勤・在学者以外の公共交通機関での来訪が困難になっている（妙見口駅から最短経路でも5km以上ある）。